# يخت النجوم (برنامج)
هو برنامج ترفيهي بدأ عرضه في (٠١ / يوليو / ٢٠١٤) يقوم على استضافة الفنانين على متن يخت يقوده رضوان قنطار حيث يلعب فيه دور القبطان صبحي، يقوم باصطحاب ضيوفه في رحلة بحرية تحدث خلالها مجموعة من المقالب الطريفة.